# Adityawarman
 (février 2016).
Si vous disposez d'ouvrages ou d'articles de référence ou si vous connaissez des sites web de qualité traitant du thème abordé ici, merci de compléter l'article en donnant les références utiles à sa vérifiabilité et en les liant à la section « Notes et références ».

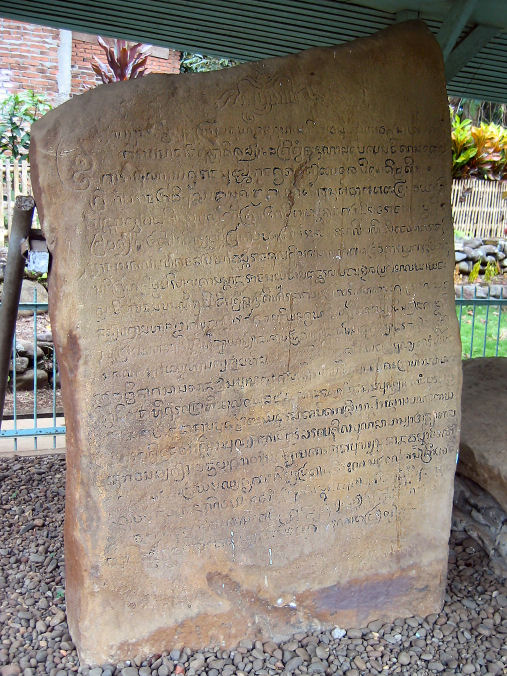
Stèle attribuée à Adityawarman

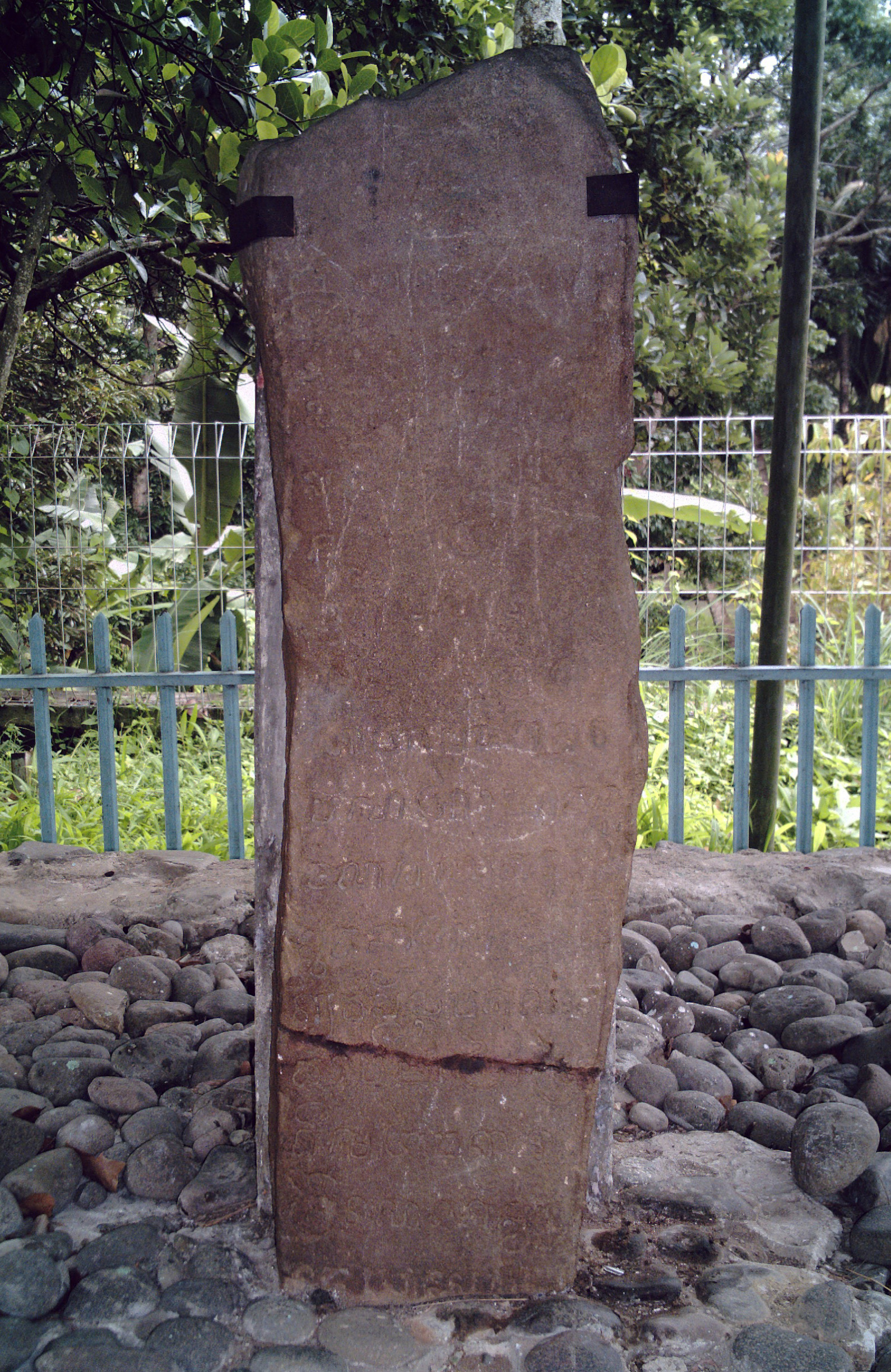
L'inscription de Kuburajo dans le kabupaten de Tanah Datar mentionne le nom d'Adityawarman

Adityawarman ou Adityavarman est un roi qui régna de 1347 à 1375 dans la province de Sumatra occidental en Indonésie. Son nom nous est connu par près d'une vingtaine de prasasti (inscriptions sur pierre), aujourd'hui rassemblées dans un musée à Pagaruyung. Son nom signifie en sanskrit « (celui qui a comme) bouclier (varman) le soleil (adhitya) ».

## Généalogie
Adityawarman était le fils d'un certain Adwayawarman d'après l'inscription de Kuburajo, d'Adwayadwaja selon celle de Bukit Gombak. Ces deux noms évoquent celui d'Adwayabrahma mentionné dans l'inscription de Padangroco, un dignitaire du royaume de Singasari qui en 1286 apporte une statue du bodhisattva Amoghapasa Lokesvara comme présent du roi Kertanagara de Singasari à son vassal Srimat Tribhuwanaraja Mauli Warmadewa, roi de Dharmasraya.
On pense que le personnage de Tuan Janaka dans le Pararaton, un ouvrage javanais écrit au XVIe siècle, qui porte le titre de Mantrolot Warmadewa, désigne Adityawarman. La mère de Tuan Janaka s'appelle Dara Jingga, une princesse du royaume de Malayu. On estime que Malayu désigne Dharmasraya. La mère d'Adityawarman serait alors une fille du roi Tribhuwanaraja capturée en 1323. Le père d'Adityawarman serait un prince javanais de la famille royale de Majapahit.

## Règne
Une statue du bodhisattva Manjusri trouvée dans le temple de Jago à Java oriental, porte une inscription datée de 1265 de l'ère Saka (1343 apr. J.-C.) déclarant qu'Adityawarman a fait don de cette statue. Cette date correspond au règne de la reine Tribhuwana Wijayottungadewi de Majapahit (r. 1328 - 1350), mère de Hayam Wuruk. Adityawarman entretenait donc des relations avec ce royaume.
Adityawarman conquit la région de Jambi, en aval du fleuve Batang Hari, puis de Tanah Datar en amont, pour prendre le contrôle du commerce de l'or. La tradition le considère comme le fondateur d'un royaume malais à Suruaso (id), aujourd'hui un village dans le kabupaten de Tanah Datar.
Le manuscrit de Tanjung Tanah, un document conservé dans ce village au bord du lac Kerinci dans la province de Jambi et daté du XIVe siècle, révèle que Suruaso était suzerain du royaume de Dharmasraya, lui-même suzerain du royaume de Kerinci.